# Ernährung im Fokus
Ernährung im Fokus ist eine Zeitschrift für Fach-, Lehr- und Beratungskräfte im Bereich Ernährung des Menschen und Lebensmittel. Herausgeber war bis November 2016 der aid infodienst Ernährung, Landwirtschaft, Verbraucherschutz e.V., Bonn mit Förderung durch das Bundesministerium für Ernährung, Landwirtschaft und Verbraucherschutz. Seit der Auflösung des aid wird die Zeitschrift vom Bundeszentrum für Ernährung (BZfE) herausgegeben.
Die Zeitschrift befasst sich mit nationalen, europäischen und globalen Themen aus dem angesprochenen Bereich und enthält zudem spezielle Informationen zum Thema Lebensmittelrecht einschließlich der zugehörigen Gesetzgebung. Darüber hinaus stellt die Zeitschrift aktuelle Ergebnisse aus Wissenschaft und Forschung dar, berichtet über Entwicklungen und Erfahrungen in der Ernährungsberatung, bespricht Neuerscheinungen von einschlägigen Medien und berichtet über Neuigkeiten aus dem Ernährungs- und Lebensmittelbereich. Alle Beiträge sind  für Fach-, Lehr- und Beratungskräfte aufbereitet und weisen einen deutlichen Praxisbezug auf. 
Ernährung im Fokus erschien erstmals im Jahr 2000 mit einer monatlichen Ausgabe. Seit 2012 erscheint die Zeitschrift alle zwei Monate, also mit 6 Ausgaben pro Jahr als Druckversion. Darüber hinaus gibt es monatlich eine online-Version.